# Liste der Bischöfe von Cava
Die folgenden Personen waren Bischöfe von Cava (Italien):
- Francesco de Aiello (1394–1407)
- Francesco Mormile (1407–1419)
- Sagace dei Conti (de Comitibus) (1419–1426)
- Angelotto de Fusco (1426–1431)
- Luigi Scarampi Mezzarota (1444–1465) (Kardinal)
- Giovanni d’Aragona (1465–1485)
- Oliviero Carafa (1485–1511) (Kardinal)
- Luigi d’Aragona (1511–1515) (Kardinal) (Administrator)
- Pietro Sanfelice (1515–1519)
- Gian Tommaso Sanfelice (1520–1550)
- Tommaso Caselli (1550–1571)
- César Alamagna Cardona (1572–1606)
- Cesare Lippi (1606–1622)
- Matteo Granito (1623–1635) (auch Erzbischof von Amalfi)
- Girolamo Lanfranchi (1636–1659)
- Luigi De Gennaro (1659–1669)
- Gaetano D’Afflitto (1669–1682)
- Giovambattista Giberti (1682–1696)
- Giuseppe Pignatelli (1696–1703)
- Marino Carmignano (1703–1729)
- Domenico De Liguori (1730–1751)
- Niccolò Borgia (1751–1765)
- Pietro Di Gennaro (1765–1778)
- Michele Tafuri (1778–1797)
- Silvestro Granito (1816–1832)
- Tommaso Bellacosa (1834–1843)
- Salvatore Fertitta (1844–1873)
- Giuseppe Carrano (1874–1890)
- Giuseppe Izzo (1890–1914)
- Gregorio Grasso (1914–1914) (Administrator)
- Luigi Lavitrano (1914–1924) (auch Erzbischof von Benevent)
- Pasquale Ragosta (1925–1928) (Administrator)
- Pasquale Dell’Isola (1928–1938)
- Francesco Marchesani (1939–1948) (auch Bischof von Chiavari)
- Gennaro Fenizia (1948–1952)
- Alfredo Vozzi (1953–1972) (auch Erzbischof von Amalfi)
- Jolando Nuzzi (1972–1986)
- Ferdinando Palatucci (1982–1986) (auch Erzbischof von Amalfi)

Fortsetzung unter Liste der Erzbischöfe von Amalfi